# Rajd Koszyc
Rajd Koszyce – słowacki rajd samochodowy istniejący od 1971 roku. W ostatnich latach stanowi jedną z rund Rajdowych Mistrzostw Słowacji, a przeszłość bywał jedną z eliminacji mistrzostw Europy, mistrzostw Polski, mistrzostw Węgier oraz mistrzostw Czechosłowacji. Odcinki specjalne są zlokalizowane w okolicach Koszyc.

## Zwycięzcy rajdu[1]
| Rok  | Nazwa rajdu                     | Kierowca                                 | Pilot                                    | Samochód                                 | Kategoria    |
| ---- | ------------------------------- | ---------------------------------------- | ---------------------------------------- | ---------------------------------------- | ------------ |
| 1971 | 1. Rallye VSŽ Košice            | Július Ivan                              | Ján Mertiňák                             | Škoda 110 L                              | MS           |
| 1972 | 2. Rallye VSŽ Košice            | Jiří Iman                                | Juraj Ondrejčák                          | Škoda 110 L                              | MS           |
| 1973 | 3. Rallye VSŽ Košice            | Jaroslav Jurek                           | Vojtech Bezecný                          | Škoda 110 L                              | MS           |
| 1974 | 4. Rallye VSŽ Košice            | Jozef Studenič                           | Vladimír Jozefek                         | Škoda 110 LS                             | MS           |
| 1975 | 5. Rallye VSŽ Košice            | Ivan Pallag                              | Eugen Jurkovič                           | Škoda 120 S                              | MS           |
| 1976 | 6. Rallye VSŽ Košice            | Ivan Pallag                              | Eugen Jurkovič                           | Škoda 120 S                              | MS           |
| 1977 | 7. Rallye VSŽ Košice            | Jozef Schreiner                          | Milan Skyva                              | Škoda 110 L                              | MS           |
| 1978 | 8. Rallye VSŽ Košice            | Pavol Podolay                            | Peter Rosival                            | Škoda 120 S                              | MS           |
| 1979 | 9. Rallye VSŽ Košice            | Ján Hybáček                              | Pavol Hrevuš                             | Škoda 130 RS                             | MS           |
| 1980 | 10. Rallye VSŽ Košice           | Ivan Pallag                              | Eugen Jurkovič                           | Škoda 130 RS                             | MS           |
| 1981 | 11. Rallye VSŽ Košice           | Ladislav Horňák                          | Juraj Horňák                             | Škoda 130 RS                             | MS           |
| 1982 | 12. Rallye VSŽ Košice           | Pavel Valoušek sen.                      | Karel Jirátko                            | Škoda 130 RS                             | MCS          |
| 1983 | 13. Rallye VSŽ Košice           | Daniel Turcsányi sen.                    | Daniel Turcsányi jun.                    | Škoda 130 RS                             | MS           |
| 1984 | 14. Rallye VSŽ Košice           | Milan Filo                               | Ivan Filo                                | Škoda 130 RS                             | MS           |
| 1985 | 15. Rallye VSŽ Košice           | Ján Rakottyai                            | Mikuláš Pallay                           | Lada VAZ 2105 VFTS                       | MS           |
| 1986 | 16. Rallye VSŽ Košice           | Leo Pavlík                               | Karel Jirátko                            | Audi Quattro A2                          | MCS          |
| 1987 | 17. Rallye VSŽ Košice           | Václav Blahna                            | Pavel Schovánek                          | Lada VAZ 2105 VFTS                       | MCS          |
| 1988 | 18. Rallye VSŽ Košice           | Leo Pavlík                               | Karel Jirátko                            | Audi Coupé Quattro                       | MCS          |
| 1989 | 19. Rallye VSŽ Košice           | Pavel Sibera                             | Petr Gross                               | Škoda Favorit 136 L                      | MCS          |
| 1993 | odwołany                        | odwołany                                 | odwołany                                 | odwołany                                 | odwołany     |
| 1994 | 20. Rallye VSŽ Košice           | Jozef Béreš sen.                         | Michal Koči                              | Nissan Sunny GTI-R                       | MS           |
| 1995 | 21. Rallye VSŽ Košice           | Jozef Béreš sen.                         | Michal Koči                              | Ford Escort RS Cosworth                  | MS           |
| 1996 | 22. Rallye VSŽ Košice           | János Tóth jun.                          | Ferenc Gergely                           | Toyota Celica Turbo 4WD                  | MS, MR       |
| 1997 | 23. Rallye VSŽ Košice           | László Ranga sen.                        | Ernő Büki                                | Subaru Impreza 555                       | ERC, MS, MR  |
| 1998 | 24. Rallye VSŽ Košice           | Ferenc Kiss                              | Ernő Büki                                | Subaru Impreza WRC S3 '97                | ERC, MS, MR  |
| 1999 | 25. Rallye Košice               | Stanislav Chovanec                       | Karel Holaň                              | Ford Escort RS Cosworth                  | ERC, MS      |
| 2000 | 26. Rallye Košice               | Michal Gargulák                          | Jiří Malčík                              | Mitsubishi Lancer Evo VI                 | ERC, MS      |
| 2001 | 27. Rallye Košice               | Janusz Kulig                             | Emil Horniaček                           | Toyota Corolla WRC                       | ERC, MS      |
| 2002 | 28. Rallye Košice               | Tibor Cserhalmi                          | Karol Bodnár                             | Ford Focus RS WRC '99                    | ERC, MS      |
| 2003 | 29. Rally Košice                | Tibor Cserhalmi                          | Martin Krajňák                           | Ford Focus RS WRC '01                    | ERC, MS      |
| 2004 | 30. Rally Košice                | Tibor Cserhalmi                          | Martin Krajňák                           | Mitsubishi Lancer Evo VII                | MS           |
| 2005 | 31. Rally Košice                | Tamás Turi                               | István Kerék                             | Škoda Octavia WRC                        | MS, MR       |
| 2006 | 32. Rally Košice                | Grzegorz Grzyb                           | Robert Hundla                            | Mitsubishi Lancer Evo IX                 | MS           |
| 2007 | 33. Tempus Becep Rally Košice   | Igor Drotár                              | Vladimír Bánoci                          | Škoda Octavia WRC                        | MS           |
| 2008 | 34. Tempus Rally Košice         | Jozef Béreš jun.                         | Róbert Müller                            | Fiat Grande Punto Abarth S2000           | MS           |
| 2009 | 35. Subaru Stilcar Rally Košice | Jozef Béreš jun.                         | Róbert Müller                            | Peugeot 207 S2000                        | MS           |
| 2010 | 36. Rally Košice                | Bryan Bouffier                           | Xavier Panseri                           | Peugeot 207 S2000                        | MS, RSMP     |
| 2011 | 37. Rally Košice                | Jozef Béreš jun.                         | Róbert Müller                            | Škoda Fabia S2000                        | MS, RSMP     |
| 2012 | 38. Rally Košice                | Kajetan Kajetanowicz                     | Jarosław Baran                           | Subaru Impreza TMR R4                    | MS, RSMP, MR |
| 2013 | 39. Rally Košice                | Grzegorz Grzyb                           | Robert Hundla                            | Ford Focus RS WRC '08                    | MS, MR       |
| 2014 | 40. Rally Košice                | Norbert Herczig                          | Igor Bacigál                             | Ford Focus RS WRC '08                    | MS, MR       |
| 2015 | 41. Rally Košice                | Jaroslav Melichárek                      | Erik Melichárek                          | Ford Fiesta RS WRC                       | MS, MR       |
| 2016 | 42. Rally Košice                | Jaroslav Melichárek                      | Jan Tománek                              | Ford Fiesta RS WRC                       | MS, MR       |
| 2017 | 43. Rally Košice                | Martin Koči                              | Filip Schovánek                          | Škoda Fabia R5                           | MS           |
| 2018 | 44. Rally Košice                | Martin Koči                              | Radovan Mozner jun.                      | Škoda Fabia R5                           | MS           |
| 2019 | 45. Rally Košice                | Martin Koči                              | Radovan Mozner jun.                      | Škoda Fabia R5                           | MS           |
| 2020 | Rally Košice 2020               | Nie odbył się z powodu pandemii COVID-19 | Nie odbył się z powodu pandemii COVID-19 | Nie odbył się z powodu pandemii COVID-19 | MS, RSMP     |
| 2021 | 47. Rally Košice                | Mikołaj Marczyk                          | Szymon Gospodarczyk                      | Škoda Fabia Rally2 evo                   | MS, RSMP     |
| 2022 | 48. Garrett Rally Košice 2022   | Grzegorz Grzyb                           | Adam Binięda                             | Škoda Fabia Rally2 evo                   | MS, RSMP     |
| 2023 | Rajd Koszyc 2023                | Robert Kolčák                            | Zuzana Lieskovcová                       | Škoda Fabia R5                           | MS           |
| 2024 | 50. Garrett Rally Košice 2024   | Jakub Matulka                            | Daniel Dymurski                          | Škoda Fabia Rally2 evo                   | MS, RSMP     |

- MS - Rajdowe Mistrzostwa Słowacji (Majstrovstvá Slovenska)
- MCS - Rajdowe Mistrzostwa Czechosłowacji
- MR - Rajdowe Mistrzostwa Węgier (Magyar ralibajnokság)
- ERC - Rajdowe Mistrzostwa Europy
- RSMP - Rajdowe Samochodowe Mistrzostwa Polski